# Горы Врангеля
Го́ры Вра́нгеля (англ. Wrangell Mountains) — высокогорный вулканический массив на юго-востоке Аляски, на востоке примыкает к хребту Святого Ильи.
Протяжённость (с северо-запада на юго-восток) — около 150 км. Сформировались в неогене.
Вулканы: потухшие — Блэкберн (высота — 4996 м; высочайшая точка гор Врангеля), Санфорд (4949 м), действующий — вулкан Врангеля (4317 м).
В центральной части покрыты фирновыми полями, от которых растекаются ледники (крупнейший — Набесна, площадью 819 км²). На склонах преобладает горная тундра. Национальный парк «Врангель-Сент-Элайас» («Горы Врангеля и горы святого Ильи»).
Названы в 1901 году геологом Шрадером в честь адмирала Ф. П. Врангеля.